# Pondok Batu (Sarudik)
Pondok Batu is een bestuurslaag in het regentschap Tapanuli Tengah van de provincie Noord-Sumatra, Indonesië. Pondok Batu telt 3851 inwoners (volkstelling 2010).